# Bitwa pod Mierzwinem
Bitwa w Mierzwinie − potyczka powstania styczniowego stoczona 5 grudnia 1863 w lasach niedaleko wsi Mierzwin. Walka toczyła się między oddziałem powstańczym dowodzonym przez mjr. Karola Kalitę a oddziałami rosyjskimi. Starcie zakończyło się zwycięstwem powstańców.

## Przed bitwą
Pierwszy oddział sformowany przez majora Kalitę został rozbity w bitwie pod Jeziorkiem. Kalita nie miał wpływu na przebieg tamtej bitwy, ponieważ z powodu choroby znajdował się poza oddziałem. Po dojściu do zdrowia major Kalita zaczął formować kolejny oddział powstańczy w rejonie lasów Cisowskich. Dostał wtedy rozkaz od generała Józefa Hauke-Bosaka, aby wziął pod swoją komendę nowo przybyły z Galicji oddział składający się z 120 piechoty i 22 konnicy (według Zielińskiego jazdy było 14) pod dowództwem kapitana Stanisława Jagielskiego. Około 28 listopada Kalita zostawił więc dotychczasowy oddział w lasach i jedynie w towarzystwie przewodnika Wagnera ruszył we wskazane miejsce w poszukiwaniu ochotników. Przemieszczał się bocznymi drogami przebrany za woźnicę. Ochotników zastał w lasach w okolicy wsi Mierzwin. Kalita przystąpił od razu do szkolenia i organizacji oddziału, mianując kilku żołnierzy podoficerami. Piechotę podzielił na 4 kompanie po 30 ludzi z zamiarem późniejszego zwiększenia stanów osobowych.
3 grudnia 1863 nastąpiła uroczystość odebrania od żołnierzy przysięgi na wierność ojczyźnie i Rządowi Narodowemu i posłuszeństwa przełożonym.
4 grudnia 1863 Kalita został poinformowany, że moskale dowiedzieli się o pobycie w tym miejscu powstańców. Z Jędrzejowa wyruszyło przeciwko powstańcom dwie roty piechoty i 30 kozaków (według Zielińskiego kozaków było 100). Wobec przewagi sił Kalita postanowił uniknąć walki.  Zwinął więc obóz i wyruszył około godziny 11 z zamiarem udania się w rejon lasów Cisowskich, aby połączyć się z pierwotnym oddziałem. Na przedzie kolumny w awangardzie szła połowa kawalerii. Pochód zamykała ariergarda składająca się z reszty kawalerii pod dowództwem porucznika Czarneckiego.

## Bitwa
Oddział maszerował częściowo wyrąbanym lasem wąską drożyną. Zaledwie oddział wkroczył w gąszcz młodych sosenek, gdy w tyle padło kilkanaście strzałów. Oddział stanął i w tej chwili porucznik Czarnecki ze swoimi dziesięcioma ułanami wpadł na piechotę.
W piechocie wszczął się popłoch. Wobec zapowiadającej się zguby oddziału, Kalita, Jagielski i nieznany z nazwiska kapral zagrodzili odwrót piechocie. Wycelowali karabiny we własnych ludzi i zagrozili śmiercią uciekającym. Groźba poskutkowała. Po opanowaniu sytuacji Kalita rozkazał ruszyć na Rosjan. Oddział wyszedł z sośniny na obszerny plac zrębu na którym stali już Rosjanie uformowani w linię. Powstańcy rozsypali się na boki i rozpoczęła się godzinna strzelanina. Rosjanie zaczęli się chwiać. Wykorzystał to Kalita i wydał rozkaz do ataku na bagnety, sam rzucając się naprzód. Rosjanie w tym momencie zaczęli uciekać. Podczas pogoni za uciekającymi Polacy zdobyli rosyjski wóz wyładowany żywnością. Powstańcy ścigali Rosjan przez około dwie wiorsty, aż dotarli do skraju lasu. Widzieli stąd jak moskale uciekają przez pola w kierunku wsi Mierzwin. Kalita zatrzymał swoich ludzi i zdecydował, aby nie szturmować wsi, gdyż nie chciał narażać jej mieszkańców na zemstę moskiewską.

## Po bitwie
Po bitwie Kalita zebrał żołnierzy. Następnie nakazał modlitwę dziękczynną za odniesione zwycięstwo. Podziękował żołnierzom w imieniu Rządu Narodowego za waleczność i potępił tchórzostwo i ucieczkę kawalerii.
Około godziny 16 oddział ruszył do Pińczowa. Okazało się, że kawaleria po swej ucieczce głosiła w Pińczowie, że oddział został rozbity, a Kalita nie żyje. Gdy więc pojawił się tam zwycięski oddział, to wśród mieszkańców zapanowała duża radość. Mieszkańcy hojnie ugościli powstańców. Kawaleria po swej ucieczce zatrzymała się dopiero w Chroberzu, skąd trzeba było ich z powrotem ściągać, aby ponownie połączyli się z oddziałem. Kalita po upomnieniu kawalerzystów zagroził im, że następnym razem ich rozstrzela.

## Znaczenie bitwy
Ze strategicznego punktu widzenia to starcie z Rosjanami nie miało żadnego wpływu na dalsze losy powstania. Sam Kalita nazwał to wydarzenie mianem potyczki. Istotne jest jednak to, że ten nowy powstańczy oddział swój chrzest bojowy zakończył zwycięstwem.  Wpłynęło to pozytywnie na morale walczących, co podkreślał w swoich pamiętnikach sam Kalita. Wysokie morale pomogło w odniesieniu kolejnego zwycięstwa pod Hutą Szczeceńską, do którego doszło kilka dni później. Zwycięstwo to wpłynęło też na wzrost sławy samego Kality. W tym czasie bowiem powstanie już chyliło się ku upadkowi.  Niewiele polskich oddziałów jeszcze walczyło, a jakiekolwiek polskie zwycięstwo na tym tle zyskiwało na wartości.